# Alcir Pécora
Antonio Alcir Bernardez Pécora é um crítico literário brasileiro, professor livre-docente da Universidade Estadual de Campinas. Editou e organizou as obras completas de Hilda Hilst, Roberto Piva e Plínio Marcos. Foi diretor do Instituto de Estudos da Linguagem da Unicamp de 2007 a 2011. É membro da Accademia Ambrosiana de Milão.